# 拉珀斯維爾 (伯恩州)

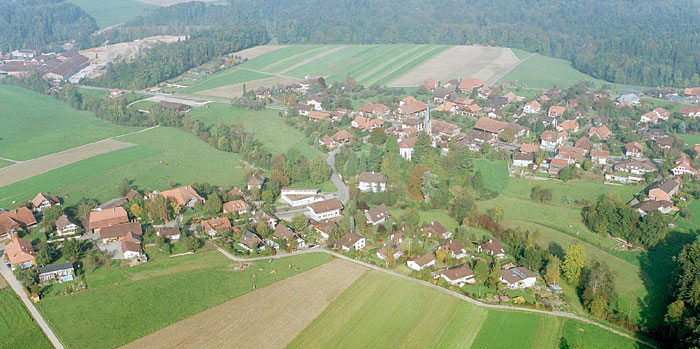

拉珀斯維爾（德語：Rapperswil）是瑞士的城鎮，位於該國中西部，由伯恩州負責管轄，面積20.39平方公里，海拔高度521米，2011年人口2,389，八成人口信奉基督教，人口密度每平方公里117人。

## 外部連結
- Aerial photos （页面存档备份，存于） （德文）